# БХ Пошта
Јавно предузеће БХ Пошта д.о.о. је једно од три предузећа одговорна за поштанске услуге у Босни и Херцеговини. Друге двије су Поште Српске и Хрватска пошта Мостар. БХ Пошта послује углавном на подручјима са бошњачком већином у Федерацији Босне и Херцеговине.

## Историјат
1858. Успостављена прва телеграфска станица у Мостару.
1892. БиХ примљена у Светски поштански савез.
1913. Отворено ново здање главне поште у Сарајеву.
1918.-1941. Пошта функционише у оквиру ПТТ Краљевине Југославије.
1945.-1992. Обновљен је поштански саобраћај пошта функционише у оквиру ЈПТТ.
1993. БиХ обновила своје чланство у Светском поштанском савезу.
2001. Дели се ПТТ БиХ на БХ Пошту и БХ Телеком.

## Пословање
БХ Пошта има седам поштанских центера и то су: Бихаћ, Горажде, Мостар, Сарајево, Травник, Зеница и Тузла. БХ Пошта пружа све врсте поштанских услуга, услуга платног промета и услуга брзе поште.